# Royal Phnom Penh Airways
Royal Phnom Penh Airways es una aerolínea con base en Phnom Penh, Camboya. Opera servicios domésticos y regionales a Tailandia. Su base principal es el Aeropuerto Internacional de Phnom Penh, con una base secundaria en el Aeropuerto Internacional Angkor, Siem Reap.

## Historia
La aerolínea fue fundada el 24 de octubre de 1999 y comenzó a operar al día siguiente. Comenzó a operar vuelos internacionales el 28 de diciembre de 2000. Es propiedad de Prince Norodom Chakrapong. Está planeando ampliar sus vuelos internacionales a Ciudad de Ho Chi Minh y a China y Singapur.

## Vuelos
En enero de 2005 Royal Phnom Penh Airways operaba los siguientes servicios:
- Destinos regulares domésticos:Battambang, Phnom Penh, Ratanankiri, Siem Reap y Stung Treng.
- Destinos regulares internacionales: Bangkok.